# VINEX

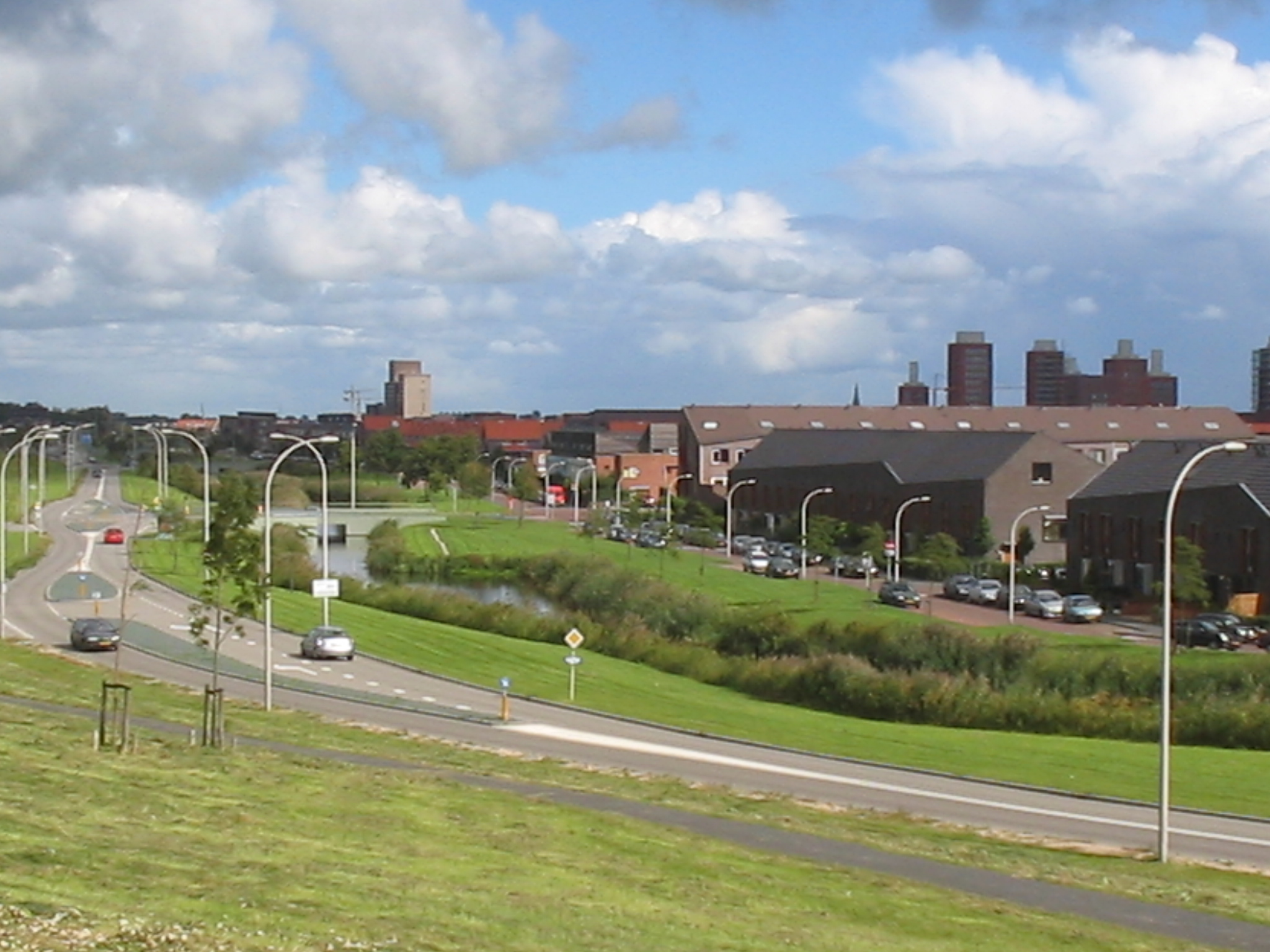
Ypenburg, ein VINEX-Wohngebiet

VINEX (Vierde Nota Ruimtelijke Ordening Extra, deutsch vierte außerordentliche Note zur Raumordnung) ist ein 1993 ins Leben gerufenes niederländisches Wohnungsbauprogramm des niederländischen Wohnbauministeriums (niederländisch Ministerie van Volkshuisvesting, Ruimtelijke Ordening en Milieubeheer) mit dem Ziel zwischen 1995 und 2015 landesweit rund 750.000 neue Wohnungen zu bauen.
Die im Rahmen dieses Programmes entstandenen Stadtteile und Trabantenstädte werden Vinex-locaties oder Vinex-wijken, genannt, wobei die Bezeichnung VINEX-wijk mittlerweile in den niederländischen Sprachgebrauch grundsätzlich für die Bezeichnung eines großen Neubaugebietes eingegangen ist.
Das VINEX-Wohnungsbauprogramm hat sich eine „neue Art von Städtebau“ zum Ziel gesetzt. Propagiert wird die „kompakte Stadt“, die den Verkehr begrenzen und unnötige Mobilität verhindern soll. Dazu wurden in Zusammenarbeit mit den großen niederländischen Städten Gebiete gesucht, die nahe bestehender Stadtzentren liegen und infrastrukturell bereits erschlossen oder vergleichsweise einfach erschließbar sind und an die bestehenden Verkehrssysteme angeschlossen werden können. Gleichzeitig mit der Erstellung der Wohnungen wird die Infrastruktur – Verkehrsanbindung, Einkaufszentren, Kindergärten, Schulen, Freizeiteinrichtungen – eingerichtet.
Ein anderes Anliegen des Programms ist die Bildung einer tragfähigen Sozialstruktur in diesen Retortenstädten, indem alle Arten von Wohnungen, kleine und große, einfache, luxuriöse und ungewöhnliche, behinderten- oder altengerechte, kinderfreundliche oder speziell auf Singles zugeschnitten angeboten werden und in „Themen-Stadtteile“ aufgeteilt eine abwechslungsreiche Bebauung durch größere und kleinere Wohnblocks, Reihenhäuser, Doppelhaushälften und Einzelhäuser ermöglichen sollen. Weiterhin wird ein landesweit einheitlicher Verteilungsschlüssel von Miet- und Eigentumswohnungen der verschiedenen Preissegmente angewendet. Dieser bestimmt, dass jede Anlage 30 Prozent Sozialwohnungen und 30 Prozent Einfamilienhäuser des gehobenen Preissegments enthalten muss.
VINEX-Anlagen sind inzwischen entstanden oder in Bau bei/  bzw. in:
- Amersfoort (Nieuwland, Vathorst)
- Amsterdam (IJburg)
- Apeldoorn (Wouldhuis, Osseveld, Zuidbroek)
- Arnhem (Schuytgraaf)
- Assen (Kloosterveen)
- Barendrecht (Carnisselande)
- Den Haag (Wateringse Veld, Leidschenveen, Ypenburg, Made en Uithofspolder)
- Eindhoven (Meerhoven)
- Enschede
- Helmond
- ’s-Hertogenbosch
- Hoofddorp
- Houten
- Leeuwarden
- Nieuw-Vennep
- Nijmegen (Waalsprong)
- Rotterdam
- Tiel
- Tilburg
- Utrecht (Leidsche Rijn)
- Zaanstad
- Zoetermeer
- Zutphen
- Zwolle